# 白橡树高中
白橡树高级中学（英语：White Oaks Secondary School）简称白橡树高中或WOSS，是位于多伦多奥克维尔的一所高中，辖归多伦多公校教育局管理。弗雷泽研究所2019-2020年度安大略省学校报告中，该校在739所高中里排名第21，总评分8.6/10。
白橡树高中被划为隔街相望的南北两个校区，北校学生的学习水平及能力类型与南校不同。现学校作为一个整体，学生会根据选择的课程在两个校区上课。其中北校区主要提供美发、儿童保育、汽修和木工等实践技术类教育，还有针对各种残疾学生和仍处于英语学习阶段者 (ELL) 的课程，并且为安大略省青年学徒计划 (OYAP) 及福特制造科学院 (FAMS) 的所在地。此外白橡树高中提供浸入式法语教学，也是国际文凭体系 (IB课程) 的一员。

## 著名校友
- 克里斯·哈德菲尔德，第一位太空行走的加拿大宇航员，曾在该校度过四年时光[7]。
- 黛安娜·馬西森，加拿大国家女子足球队中场运动员[8]。
- 马德琳·斯基扎斯，加拿大花样滑冰运动员。